# Meister des Mörlinepitaphs
Als Meister des Mörlinepitaphs, Meister des Augsburger Mörlindenkmals oder Meister des Mörlin-Denkmals wird der spätgotische Bildhauer bezeichnet, der um 1497 das Grabdenkmal des Abtes Konrad Mörlin († 1510) in Augsburg geschaffen hat.
Der namentlich nicht bekannte Künstler hat das Werk aus Sandstein für den Kapitelsaal des Klosters Sankt Ulrich und Afra geschaffen.  Es ist 172 Zentimeter hoch und 172 Zentimeter breit und zeigt den Abt umgeben von Heiligen vor der Gottesmutter. Es wurde von Konrad wohl noch zu Lebzeiten nach seiner Wahl ins Amt in Auftrag gegeben. Im 19. Jahrhundert wurde es in die Städtischen Kunstsammlungen von Augsburg übertragen.
Dem Meister werden noch einige andere, stilistisch nahestehende Grabdenkmäler zugeschrieben, so z. B. das 1503 für den Arzt und Humanisten Adolph Occo geschaffene Grabmal im Augsburger Domkreuzgang. Die Werke gelten als herausragende Beispiele der Porträtdarstellungen auf spätgotischen Grabdenkmälern.
Es wird vorgeschlagen, den Meister mit Gregor Erhart zu identifizieren; dieser war nachweislich mit Abt Konrad bekannt und hat für ihn einige Werke angefertigt.